# Džamija poglavnika Ante Pavelića
Džamija poglavnika Ante Pavelića, Poglavnikova džamija, nekadašnja džamija u Zagrebu. Nalazila se u zgradi današnjeg Doma hrvatskih likovnih umjetnika. Zgrada u kojoj je poslije otvorena džamija, otvorena je 1938. godine pod imenom Domu likovnih umjetnosti kralja Petra I. Velikog Oslobodioca. Trg na kojem je bio nosio je isto ime. Dom je blagoslovio nadbiskup Alojzije Stepinac, u džamiju ga je preuredio dr. Ante Pavelić.

## Povijest
Površina na kojoj je otvorena nekoliko desetljeća poslije bio je 1890. gradsko stočno sajmište i tržište građevinskim materijalom, dotad smješteno na Sveučilišnom trgu. Oko tog novog trga niknule su nove stambeno-poslovne zgrade koje su ga obrubile, zgradama zagrebačkih židovskih obitelji, primjerice Solomon-Benedikt, Rosenberg-Rosenstock (središnjica HDZ-a), Deutsch-Maceljski, Benedik-Maceljski i dr. Stranka prava Josipa Franka lansirala je ideju za izgradnju džamije u Zagrebu 1908. godine, sukladno Starčevićevu nauku i politici stranke, da se bosanskohercegovački muslimani, nakon aneksije BiH, nađu u hrvatskom nacionalnom korpusu. Za gradnju je agitirao zastupnik Stranke prava u novinama Hrvatsko pravo Ivan Zatluka, smatrajući ju odgovorom na srpske pretenzije. Prozivao je srpsku agitaciju zato što do tada još nije bilo džamije u Zagrebu. Zamisao su mu ismijavali pojedini katolički krugovi i zagovornici hrvatsko-srpske koalicije. 
Pitanje gradnje džamije u Zagrebu pokrenula je 1912. Družba braće Hrvatskog zmaja. 1916. je u Zagrebu osnovana Muslimanska bogoštovna općina i 1917. za zagrebačkog muftiju postavljen Ismet ef. Muftić. 
Stvaranjem Jugoslavije ideja je zamrla. Oživjela je preko grupe građana 1921. godine. Hrvatski političar i geostrateg Ivo Pilar bio je prvi koji je donirao sredstva za gradnju džamije u Zagrebu. Javnost se podijelila u svezi s ovime, pa su prohrvatske stranke agitirale za, a projugoslavenske i srpske protiv.
Zagrebački gradski zastupnik Lujo Thaller 14. listopada 1932. podnio je prijedlog skupštini Gradskog zastupstva grada Zagreba da grad oda počast srpskom kralju Petru I. (Karađorđeviću) Oslobodiocu tako da mu se u Zagrebu podigne spomenik. Dr. Thaller za tu namjenu ostavlja cjelokupni imetak. 1933. je Hrvatsko društvo umjetnika "Strossmayer" ostvarilo sporazum s Odborom za podizanje spomenika kralju Petru I. Velikom Oslobodiocu u Zagrebu da se taj spomenik umjesto u obliku statue kralja na konju podigne u obliku Doma likovnih umjetnosti na Trgu kralja Petra I. Velikog Oslobodioca. Kolovoza 1934. počela je počinje gradnja Doma likovne umjetnosti kralja Petra I. Velikog Oslobodioca u koji je ugrađeno 2500 tona kamena, što su ga klesali brački klesari iz Pučišća. 1. prosinca 1938. završili su radovi na spomeniku kralju Petru I. Velikom Oslobodiocu; zdanje spomenika posvećuje zagrebački nadbiskup Alojzije Stepinac i u njemu se deset dana poslije otvara prva izložba "Pola vijeka hrvatske umjetnosti". Spomenik srpskom kralju, rotonda (kružni oblik zgrade), počiva na prstenu trideset i šest kamenih stupova, sa stakleno-betonskom kupolom koja je tada najveća izvedena konstrukcija te vrste u Europi. Meštrovićev kružni muzejsko-galerijski prostor dovršen je dvadeset godina prije poznatog Wrightova Muzeja Solomon Guggenheim (1959.) u New Yorku. 
Gradsko poglavarstvo odobrilo je 1935. adaptaciju dvaju stanova u općinskoj zgradi u Tomašićevoj 12 i u njoj je otvoren mesdžid 29. studenoga 1935. godine i tad je oživjela stara ideja o Zakladi za izgradnju džamije. 
1935. je muslimanska bogoštovna općina imala 1250 muslimana. 1935. godine džematski medžlis grada Zagreba prvi je put raspravljao o gradnji džamije. Ismet Muftić, Ahmet Alajbegović i Salih Kulović dvije godine potom sastavili su statut Zaklade za izgradnju džamije i zgrada za uzdržavanje džamije te smještaj islamskih-vjersko prosvjetnih ustanova. Veljače 1938. usvojen je status. Upravni odbor Zaklade činili su članovi Džematskog medžlisa, predsjednik je bio Ismet Muftić. U Zakladi za izgradnju džamij bilo je mnogo uvaženih muslimana, među njima slikar Omer Mujadžić, poznati liječnik Ibrahim Ruždić i pedagoški autor Salih Ljubunčić. Za izgradnju džamije prvi je donaciju uplatio Starčevićev dom. I vođa HSS-a Vladko Maček složio se s inicijativom izgradnje džamije zato što
. 
Građevno-regulatorni odbor gradskog zastupstva na zahtjev za dodjelu zemljišta odlučio je da se džamija gradi na Zelengaju, što je prihvatio Upravni odbor Zaklade džamije. Sve je zastalo zbog imovinsko-pravnih odnosa, pa je predloženo zamjensko zemljište predloženo na Gupčevoj zvijezdi. Donatorima je potkraj 1940. Upravni odbor Zaklade za izgradnju džamije napisao pismo donatorima u kojem spominju "da je u Zagrebu 2000 Hrvata islamske vjere te da džamija neće biti samo obična bogomolja nego i „dragocjen spomenik koji će svojom umjetničkom ljepotom trajno svjedočiti o uzajamnom razumijevanju i skladu “muslimanskih i katoličkih pripadnika hrvatskoga naroda. Džamija bi, pisali su, trebala biti simbol novoga vremena i „ukras za grad Zagreb“." Zvonimir Požgaj i Omer Mujadžić napravili su nacrte za džamiju na Zelengaju.
Nakon pada Jugoslavije i uspostave NDH 1941., trg je preimenovan iz Trg kralja Petra I. Velikog Oslobodioca preimenovan u Trg Kulina bana. 24. svibnja iste godine Zaklada Dom likovne umjetnosti kralja Petra I. Velikog Oslobodioca mijenja ime u Zaklada Dom hrvatske likovne umjetnosti u Zagrebu. Kuratorij Zaklade Doma likovnih umjetnika promijenio je naziv u Zakladu Doma hrvatske likovne umjetnosti u Zagrebu i na Pavelićevo traženje kolovoza 1941. morao je napustiti Dom likovnih umjetnika. 
Poglavnik je već srpnja 1941. odlučio graditi džamiju u Zagrebu. Na to je kod njega došao izaslanik Svete Stolice kod hrvatskog episkopata 1941. – 1945. opat Giuseppe Ramiro Marcone, koji ga je upozorio da gradnjom džamije u središtu Zagreba moglo bi uznemiriti katoličko pučanstvo. Poglavnik Ante Pavelić mu je odgovorio, koji je poslije s dodatnim komentarom iznio 28. veljače 1942. godine u Hrvatskom državnom saboru:
1941. je dr. Ante Pavelić odlučio preurediti Dom hrvatske likovne umjetnosti u džamiju.  Odbio je da se gradi na Zelengaju jer je držao da je to mjesto neugledno i neprikladno za džamiju. Predstavnicima medžlisa dao je do znanja da ima „drugo rješenje“. Početkom kolovoza 1941. primio je izaslanstvo uleme (Ademaga Mešić, Hakija Hadžić, Mehmed Handžić), otkrio svoje rješenje: Dom likovnih umjetnika na Trgu N (Trgu hrvatskih velikana?). Poglavnik Ante Pavelić je opazio da mu je Umjetnički paviljon na trgu N najpodesniji i mjesto najdostojnije, da se tamo sagradi džamija za muslimane. Tako je odlupio zbog političko-ideoloških razloga, jer je i Ivan Meštrović iz političkih i ideoloških razloga 1938. izgradio Dom likovnih umjetnika na tadašnjem Trgu kralja Petra I. Velikog Oslobodioca. 
Ivan Meštrović se kolovoza 1941. u Splitu usprotivio se poglavnikovoj namjeri prenamjene njegove građevine, pa je pisao ministru bogoštovlja i nastave u vladi NDH Mili Budaku, istaknuvši da se on Meštrović sâm zalagao da „naši muslimani i u Zagrebu dođu do svoje bogomolje“ te argumentirao da je prenamjena Doma oduzimanje tuđe imovine, bez pitanja i pristanka vlasnika, te da su pogažena umjetnička autorska prava, podsjetivši ga na nasilnu prenamjenu jajačke crkve u džamiju. Budak je odgovorio "da će džamija biti izgrađena na mjestu Doma kralja Petra "koji je izgrađen protiv volje hrvatskog naroda". Tako je jedan gospodin, kazao da se ovaj hram umjetnosti ne smije pretvoriti u džamiju.  Poglavnik mu je na to odgovorio:
 Obrazložio je poglavnik to time da je muslimana u Srbiji nestalo onda kad je srušena zadnja džamija:
Zahvati prenamjene u džamiju izvedeni su po osnovi arhitekta Stjepana Planića. Napravljeni su od bračkog kamena, a radove je izvodilo građevinsko preduzeće Zorislava Franetića. 
Jeseni 1941. započela je gradnja tri samostojeća minareta, visokih 45 metara. Svaki minaret imao je 190 stepenica, kružni balkon (šeref), i na vrhu znak (alem). 1942. je počela pregradnja unutrašnjosti. 1943. završeni su glavni radovi na prvoj zagrebačkoj džamiji. Prvi mujezin u povijesti Zagreba oglasio se (ezan) s minareta 14. siječnja 1943. godine. Unutrašnjost džamije bila je obložena zelenim talijanskim mramorom, a orijentalna ornamentika s kaligrafskim arapskim slovima ajeta iz Kur'ana je bila utemeljena na starohrvatskim motivima pletera. Svijećnjak u sredini džamije obješen o kupolu imao je 140 žarulja i težio je jednu tonu. Pretprostor džamije sa strane ulice Račkoga uokviren je bijelim bračkim kamenim klupama i ukrašen vodoskokom u sredini. 
Prostor džamije bio je površine 1300 četvornih metara. Novi prozori bili su od olovnog stakla. Akustika je znatno poboljšana novom kupolom, na koju je također stavljen polumjesec sa zvijezdom. Svijećnja, mase preko 1000 kg visio je sa sredine kupole. 140 svijeća u njemu bilo je podijeljeno u tri reda. Ispod kupole napravljena je rozeta, gdje je na crvenoj podlozi velikim slovima arabicom napisano: "Predobri Bože, spasi nas!". Početak zahvata na džamiji bio je 1360. godini po Hidžri Krono-stih gradnje zagrebačke džamije bio je 173. ajet iz poglavlja Es Saffat (37:173) "I uistinu, vojska Naša - oni će biti pobjednici (ve inne džundena lehumul-galibûn)".
18. kolovoza 1944. džamija je bila otvorena prigodnom svečanošću uz nazočnost poglavnika, mnogobrojnih ministara i državnih dužnosnika, predstavnika vojske i policije, te predstavnika svih staleža i stranaka. Džamija se službeno zvala Džamija poglavnika Ante Pavelića. Na otvaranju je poslije učenja molitve od strane Hadži Alija ef. Aganovića, riječ je uzeo Ante Pavelić.
Kod ulaznih vrata u džamiju (gdje je stajao Meštrovićev mramorni reljef kralja Petra I. Velikog Oslobodioca na konju, uklonjen 1941.) postavljena je mramorna spomen-ploča s natpisom:
Poslije Drugoga svjetskog rata džamiju je nakon oslobođenja nova vlast srušila, a ispred nje obješen prvi zagrebački muftija Ismet ef. Muftić. Trg na kojem je bila nova je vlast preimenovala u Trg žrtava fašizma. Godine 1948. nova je vlast dala nalog za rušenje minareta i preuređivanje džamije u Muzej narodnog oslobođenja.  Spomen-ploča postavljena u povodu otvaranja maknuta je tek 1946. godine. Inicijativa za rušenje džamije poglavnika Ante Pavlića došla je iz Sarajeva, koju je književnik Šukrija Pandžo nazvao "najkrvavijom džamijom u zemlji". Rujna 1945. održana je u Sarajevu muslimanska konferencija Glavnog odbora Muslimana BiH, na kojoj je zatraženo rušenje džamije, odnosno minareta u Zagrebu te je poslije te upućen zahtjev za rušenjem džamije predsjedniku vlade NR Hrvatske Vladimiru Bakariću. Bakarić je taktički lukavo zanemario zahtjev. Rušenju su se usprotivile Islamske vjerske vlasti u BiH i Zagrebu koje su u dopisima naglasile da "nije djelo tzv. poglavnika i NDH nego djelo muslimana". Novi val propagande za rušenje krenuo je ožujka 1948. godine. Član društva Preporod Lutvo Hajdaragić, koji se predstavljao „kao musliman i sudionik narodno-oslobodilačke borbe“, zatražio je u tad rušenje minareta koji su "simbol krvave ustaške tiranije". 
Nalog je 9. travnja 1948. potpisao tadašnji potpredsjednik Predsjedništva Gradskog narodnog odbora u Zagrebu, do rata postolarski šegrt Mika Špiljak.
Radi davanja legitimiteta, sekretar "IX rejona" pozvao je zagrebačke muslimane na posebnu sjednicu na kojoj bi se izjasnili o rušenju džamije. Došlo je tek nekoliko stotina od 20.000 muslimana.
Gradski izvršni odbor prihvatio je rezoluciju potpisanu po muslimanima koji žive u Zagrebu da se dne 13. ožujka 1948. sruše tri minareta i da se rušenju pristupi 12. travnja 1948. godine. Minarete su demontirali njemački ratni zarobljenici.
Komunisti su konfiscirali skupocjene tepihe iz džamije koji su završili u prostorijama Izvršnog vijeća NR Hrvatske, dakle vlade komunističke Hrvatske. Poslije su svi tepisi (serdžade) i ćilimi su zatim preneseni u dvorac maršala Tita na otok Brijune - i oni danas ukrašavaju salone za prijam gostiju"
Prenamjena u Muzej narodnog oslobođanja završena je 1949. godine.
Muslimanima je dan natrag prostor u Tomašićevoj, ali ne i traženi inventar džamije. Komunisti su ga zaplijenili pod optužbom "da ga je državnim novcem kupio ratni zločinac Pavelić", te su ga kao "ratni plijen" uzeli i premjestili na druge lokacije.